# فربيون نوبي
الفربيون النوبي (باللاتينية: Euphorbia nubica) نوع نباتي يتبع جنس الفربيون من الفصيلة اللبنية.

## الموئل والانتشار
ينتشر في وادي النيل.